# Terremoto di Christchurch del 2010
Il terremoto di Christchurch del 2010, di magnitudo 7.1, fu un evento sismico che colpì l'Isola del Sud della Nuova Zelanda alle 4:35 (UTC+12) del 3 settembre 2010.
Il sisma provocò danni estesi in particolare a Christchurch, la terza più grande città del Paese.
Due persone rimasero gravemente ferite, la prima a causa del crollo di un camino e la seconda colpita da schegge di vetro.
Benché si fosse registrata una persona deceduta per infarto cardiaco durante la scossa, è tuttora indeterminato se la circostanza fosse legata direttamente al sisma.
Un alto numero di vittime fu evitato in parte dal fatto che molti edifici erano costruiti in cemento armato, nonché in ragione dell'ora dell'evento sismico, tale per cui non vi erano molte persone fuori di casa. Tali fortunate circostanze non si verificheranno in occasione del disastroso terremoto di 5 mesi dopo.
L'epicentro fu a 40 km ovest di Christchurch presso la cittadina di Darfield; l'ipocentro a una profondità di 10 km.
Alla scossa ne seguirono molte altre, e forti, di assestamento, la più notevole delle quali di magnitudo 5.4.
La prima scossa durò 40 secondi circa e fu percepita in tutta l'Isola del Sud e nell'Isola del Nord, fino a nord di New Plymouth.
Essendone l'epicentro in terraferma, non vi fu alcuno tsunami.